# Cores pan-árabes

Bandeira da Revolta Árabe

As cores Pan-Árabes são o vermelho, preto, branco e verde tendo as suas origens na bandeira da Revolta Árabe.
Crê-se que cada uma das quatro cores Pan-Árabes representa uma Dinastia Árabe ou Era, o preto era a cor do Profeta Maomé, enquanto que o branco foi escolhido pelo Califado Omíada como símbolo evocativo da Batalha de Badr, verde do Califado Fatímida como símbolo do seu apoio a Ali, enquanto que o vermelho era a cor da bandeira dos carijitas.